# Tijuana Bible (film)
Pour les articles homonymes, voir Tijuana Bible.
Pour plus de détails, voir Fiche technique et Distribution.
Tijuana Bible est un film franco-mexicain réalisé par Jean-Charles Hue, sorti en 2019.

## Synopsis
Nick, vétéran de l'armée américaine, vit à Tijuana et rencontre Ana dont le frère a disparu.

## Fiche technique
- Titre français : Tijuana Bible
- Réalisation : Jean-Charles Hue
- Scénario : Axel Guyot, Jean-Charles Hue
- Photographie : Jonathan Ricquebourg
- Montage : Nathan Delannoy
- Musique : Thierry Malet
- Pays de production : France, Mexique
- Format : Couleurs - 35 mm - 2,35:1 - Dolby Digital
- Genre : Drame
- Durée : 105 minutes
- Dates de sortie :
  - Corée du Sud : 4 octobre 2019 (Festival de Busan 2019)
  - France : 29 juillet 2020

## Distribution
- Paul Anderson : Nick
- Adriana Paz : Ana
- Noé Hernández : Topo
- Giancarlo Ruiz : Enrique
- Alfredo Alvarado : Ruedas

## Accueil
En France, le site Allociné recense une moyenne des critiques presse de 2,8/5.

Pour Marcos Uzal (Cahiers du cinéma), 

« on constate que Jean-Charles Hue rate dans Tijuana Bible ce qu'il avait si bien réussi avec Mange tes morts : le basculement dans la fiction, et même dans le cinéma de genre, d'un territoire et d'une population qu'il avait précédemment abordés par le documentaire. »

.
Dans Télérama, Jérémie Couston souligne que « de cette plongée dans les bas-fonds de Tijuana surgissent (...) des scènes à la beauté plastique renversante », voyant là « des éclats de poésie dans un film constamment sur le fil, entre perdition et salvation »

## Distinction
- Festival de Busan 2019 : première mondiale